# Julia Marcell
Julia Marcell, właśc. Julia Górniewicz (ur. 20 kwietnia 1982 w Chełmnie) – polska piosenkarka, pianistka, gitarzystka i kompozytorka mieszkająca i nagrywająca w Niemczech. Jest córką pedagoga prof. Józefa Górniewicza.

## Kariera muzyczna
Julia Marcell wychowywała się w Toruniu, gdzie uczęszczała do Szkoły Podstawowej nr 29. W okresie szkolnym stypendystka Krajowego Funduszu na rzecz Dzieci. Jej rodzina przeniosła się z Olsztyna, z którym Julia się związała i traktuje go jak miasto rodzinne.
Śpiewa utwory alternatywne w aranżacjach opartych na fortepianie lub gitarze elektrycznej, z towarzyszeniem wyrazistej perkusji, basu i instrumentów smyczkowych, a także okazjonalnej elektroniki. Komponować rozpoczęła w wieku czternastu lat, na pianinie zaczęła grać dopiero około 2007. W 2007 wydała swoją debiutancką EP-kę pt. Storm.
W październiku 2007, z pomocą fanów, uzbierała kwotę 50 000 dolarów amerykańskich na nagranie albumu (za pomocą serwisu www.Sellaband.com). W ten sposób ukazała się jej debiutancka płyta It Might Like You. Została nagrana w styczniu 2008 w Berlinie, wyprodukował ją niemiecki producent muzyczny Moses Schneider, pracujący z zespołami rockowymi Beatsteaks, Kreator czy Tocotronic.
W 2010 i 2011 artystka odbyła międzynarodową (Niemcy, USA, Czechy, Finlandia, Japonia, Polska) trasę koncertową. 3 października 2011 wydała album June. Pierwszy singel z albumu, „Matrioszka”, został wydany 7 sierpnia 2011. Teledysk do „Matrioszki” został wydany 27 sierpnia 2011.
Jest laureatką Nagrody Artystycznej Miasta Torunia im. Grzegorza Ciechowskiego w 2011. Nagroda ta została jej wręczona 17 grudnia 2011 podczas Koncertu Specjalnego Pamięci Grzegorza Ciechowskiego w toruńskim klubie studenckim „Od Nowa”.
Została nagrodzona Paszportem „Polityki” 2011 w kategorii „Muzyka popularna”. Nagrodę tę otrzymała wspólnie z Maciejem Szajkowskim. Zdaniem jury, „udowodniła, że karierę w muzyce pop można robić samodzielnie i na własnych zasadach” i została uhonorowana „za w pełni autorskie i nowoczesne podejście do tworzenia muzyki”.
W 2013 podjęła współpracę z reżyserem teatralnym Krzysztofem Garbaczewskim, dla którego napisała i wykonywała na żywo muzykę do spektakli Kamienne niebo zamiast gwiazd (Teatr Nowy, Warszawa) oraz Kronos (Teatr Polski Wrocław).
W tym samym roku skomponowała całość muzyki do filmu Przemysława Wojcieszka pt. Jak całkowicie zniknąć (2015).
6 października 2014 ukazał się trzeci album – Sentiments. 11 marca 2016 czwarty album – Proxy.

## Dyskografia
| Zespół |
| --- |
| Aktualni członkowie zespołu Julii Marcell - Julia Marcell – śpiew, fortepian, gitara - Mandy Ping-Pong (Anna Prokopczuk) – altówka, śpiew - Thomsen Slowey Merkel – gitara basowa - Carsten Hein – gitara basowa - Thomas Fietz – perkusja - Sebastian Schmidt – perkusja Byli członkowie zespołu - Jakob Kiersch – perkusja - Christian Vinne – perkusja |

Albumy
| 2009                           | It Might Like You - Data: 16 października 2009 - Wydawca: Galapagos Music - Format: CD, digital download  | –  |
| 2011                           | June - Data: 3 października 2011 - Wydawca: Mystic Production - Format: CD, digital download              | 20 |
| 2014                           | Sentiments - Data: 6 października 2014 - Wydawca: Mystic Production - Format: CD, digital download, winyl | 21 |
| 2016                           | Proxy - Data: 11 marca 2016 - Wydawca: Mystic Production - Format: CD, digital download, winyl            | 10 |
| 2020                           | Skull Echo - Data: 24 stycznia 2020 - Wydawca: Mystic Production - Format: CD, digital download, winyl    | 14 |
| „–” pozycja nie była notowana. | |    |

### EP
| Rok  | Dane dot. albumu                                                            |
| ---- | --------------------------------------------------------------------------- |
| 2007 | Storm - Data: 2007 - Wydawca: wydanie własne - Format: CD, digital download |

Notowane utwory
| 2011                           | „Matrioszka”           | 30 | 21 | June       |
| 2012                           | „Ctrl”                 | 50 | 42 | June       |
| 2012                           | „Echo”                 | –  | 5  | June       |
| 2014                           | „Manners”              | –  | 35 | Sentiments |
| 2014                           | „Cincina”              | –  | 39 | Sentiments |
| 2016                           | „Andrew”               | –  | 11 | Proxy      |
| 2016                           | „Tarantino”            | –  | 3  | Proxy      |
| 2016                           | „Marek”                | –  | 19 | Proxy      |
| 2016                           | „Tetris”               | –  | 34 | Proxy      |
| 2017                           | „Tesko”                | –  | 46 | Proxy      |
| 2018                           | „Like a Rolling Stone” | –  | 32 | Skull Echo |
| 2019                           | „Moment i wieczność”   | –  | 49 | Skull Echo |
| 2020                           | „Prawdopodobieństwo”   | –  | 30 | Skull Echo |
| 2020                           | „Nostalgia”            | –  | –  | Skull Echo |
| „–” pozycja nie była notowana. |                        |    |    |            |

## Nagrody i wyróżnienia
| Rok  | Nagroda                                                        | Kategoria                               | Uwagi     |
| ---- | -------------------------------------------------------------- | --------------------------------------- | --------- |
| 2011 | Nagroda Artystyczna Miasta Torunia im. Grzegorza Ciechowskiego | –                                       | Laur      |
| 2012 | Paszport „Polityki”                                            | „Muzyka popularna”                      | Laur      |
| 2012 | Fryderyk                                                       | „Wokalistka roku”                       | Nominacja |
| 2012 | Fryderyk                                                       | „Autor roku”                            | Nominacja |
| 2012 | Fryderyk                                                       | „Kompozytor roku”                       | Nominacja |
| 2012 | Fryderyk                                                       | „Piosenka roku” („Matrioszka”)          | Nominacja |
| 2012 | Fryderyk                                                       | „Wideoklip roku” („Matrioszka”)         | Nominacja |
| 2012 | Fryderyk                                                       | „Album roku muzyka alternatywna” (June) | Laur      |
| 2012 | Fryderyk                                                       | „Produkcja muzyczna roku” (June)        | Nominacja |